# Шафикова, Амина Ивниевна
Амина Ивниевна Шафикова (род. 24 марта 1974, деревня Иргизлы, Бурзянский район, БАССР) — выдающийся государственный деятель Республики Башкортостан, пианист, педагог, автор статей по методологии преподавания фортепиано, профессор Уфимского государственного института искусств имени Загира Исмагилова. Министр культуры Республики Башкортостан. Заслуженная артистка Республики Башкортостан (2002), Народная артистка Республики Башкортостан (2024), лауреат Государственных премий России и Башкортостана.

## Биография
Родилась 24 марта 1974 в деревне Иргизлы Бурзянского района БАССР.
В 1997 году окончила Уфимский государственный институт искусств (класс проф. Н. Г. Хамидуллиной).
В 1997—1999 гг. обучалась в ассистентуре-стажировке Казанской государственной консерватории (кл. проф. И. С. Дубининой)
С 1997 года по настоящее время - преподаватель, старший преподаватель, доцент, профессор кафедры специального фортепиано Уфимского государственного института искусств имени Загар Исмагилова.
С сентября 2004 по октябрь 2008 — главный консультант отдела культуры, спорта, СМИ, национальной и молодёжной политики Аппарата Правительства РБ.
В 2008—2010 годах – проректор по дополнительному и послевузовскому образованию Уфимской государственной академии искусств имени З.Исмагилова;
С 2010 по 2012 год — ректор Уфимской государственной академии искусств.
С 5 октября 2012 года — министр культуры Республики Башкортостан.
Высочайший уровень понимания вопросов, направленных на развитие культуры и искусства, связан в том числе и с тем, что Амина Ивниевна с юных лет отличалась активной вовлеченностью в культурную повестку региона, России и мира, посвятив себя служению музыке и культуре. Являясь ярким представителем башкирской и русской фортепианных школ, Амина Шафикова еще будучи студенткой выступала с сольными концертами на главных сценах столицы и в муниципалитетах Республики Башкортостан, Республики Татарстан, Оренбургской и Челябинской областях.
Талантливый пианист Амина Шафикова – лауреат множества международных, всероссийских и региональных конкурсов, в том числе: первый лауреат I Республиканского конкурса им. Н. Сабитова (Уфа, 1995), Международного конкурса пианистов «Музыкаль де Франсе» (Франция, 1996), Международного конкурса «Надежды, таланты, мастера» (Болгария, 2003), дипломант Международного конкурса пианистов «Пианелло валь Тидоне» (Италия, 2004). Неоднократно принимала участие в Международных курсах Высшего художественного мастерства пианистов им. С.В.Рахманинова в Тамбове, представляя фортепианную школу Уфы.  Стипендиат Президента РБ, Министерства культуры РФ, республиканской и международной благотворительных программ «Новые имена». Занесена в «Золотую книгу Республики Башкортостан «Новые имена» – XX век XXI веку». В 2002 году удостоена Почетного звания «Заслуженная артистка Республики Башкортостан», в 2006 году стала лауреатом Государственной республиканской молодежной премии им. Ш. Бабича, в 2024 году удостоена Почетного звания «Народная артистка Республики Башкортостан».
По приглашению Полномочного Посла Российской Федерации в Государстве Кувейт А.Р. Кульмухаметова в апреле 2005 года Амина Шафикова выезжала с концертами в качестве руководителя группы музыкантов в г. Эль-Кувейт, где блестяще представила академическое искусство России.
С целью сохранения наследия башкирской композиторской школы Амина Ивниевна исполнила и записала множество произведений Н.Сабитова, З.Исмагилова, А.Каримова, Л.Исмагиловой, А.Азнагулова, И.Хисамутдинова, Л.Валитовой, которые хранятся в фондах республиканского радио и телевидения.
Амина Шафикова являлась членом жюри республиканских, всероссийских и международных конкурсов, а в 2008 году выступила инициатором и организатором Межрегионального конкурса исполнителей фортепианных произведений башкирских композиторов имени С. Хамидуллиной, бессменным председателем жюри которого остается до сих пор.
Автор множества научных работ по вопросам педагогики и методологии фортепианного исполнительства, Амина Ивниевна успешно совмещает государственную службу с преподавательской деятельностью, оставаясь профессором кафедры специального фортепиано Уфимского института искусств, а ее ученики становятся лауреатами всероссийских и международных фестивалей и конкурсов. Амина Шафикова принимает активное участие в концертах преподавателей Уфимской государственной академии искусств им. З.Исмагилова, а также ежегодно представляет свои сольные выступления в Концертном зале имени Ф.Шаляпина. Амина Ивниевна регулярно выступает в сопровождении Госоркестра Республики Башкортостан. Значимым событием для республики в 2015 году стала презентация рояля Steinway, в рамках которой министр культуры РБ исполнила в Государственном концертном зале «Башкортостан» Первый Концерт для фортепиано с оркестром П.И. Чайковского. В концертный репертуар Амины Шафиковой входят фортепианные произведения высшей сложности, требующие от исполнителя хорошей формы и техники, в том числе произведения В.-А. Моцарта, Й. Гайдна, Л. ван Бетховена, Ф. Шопена, Р. Шумана, Ф. Мендельсона, Ф. Листа, П.И. Чайковского, К. Дебюсси, С. Рахманинова, И .Стравинского и многих других.
Возглавив министерство культуры Республики Башкортостан, Амина Шафикова успешно вывела эту сферу на лидирующие в России позиции по основным показателям деятельности и прочно укрепила статус региона как одного из важнейших центров проведения крупнейших всероссийских и международных проектов.

## Награды и звания
- Медаль «За труды в культуре и искусстве» (19 октября 2022 года) — за большой вклад в развитие отечественной культуры и искусства, многолетнюю плодотворную деятельность[3].
- Народная артистка Республики Башкортостан (2024)[4].
- Заслуженная артистка Республики Башкортостан (2002).
- Благодарность Президента Российской Федерации (16 декабря 2015 года) — за достигнутые трудовые успехи, активную общественную деятельность и многолетнюю добросовестную работу[5][6].
- Премия Правительства Российской Федерации в области культуры (26 декабря 2023 года) — за проведение VI Всемирного фестиваля фольклора (VI Всемирная фольклориада)[7].
- Государственная республиканская молодёжная премия имени Ш. Бабича (2005)[8].
- 2 премии I конкурса имени Сабитова (Уфа, 1995).
- 2 премии Международного конкурса «Музыкаль де Франс» (Париж, 1996).
- 2 премии Международного конкурса «Надежды. Таланты. Мастера» (Добрич. Болгария, 2003).
- Дипломант Международного конкурса «Пианелло валь Тидоне» (Италия, 2004).